# 吉村文彦
吉村 文彦（よしむら ふみひこ、1974年3月 - ）は、日本の化学者（有機合成化学・天然物化学）。学位は博士（理学）（東北大学・2002年）。静岡県立大学薬学部准教授・大学院薬学研究院准教授。
スローンケタリング記念がんセンター博士研究員、北海道大学大学院理学研究科助手、北海道大学大学院理学研究院助手、北海道大学大学院理学研究院助教などを歴任した。

## 来歴

### 生い立ち
1974年3月に生まれた。東北大学に進学し、理学部の化学科にて学んだ。1996年3月、東北大学を卒業した。そのまま東北大学の大学院に進学し、理学研究科の化学専攻にて学んだ。在学中はケダルシジンクロモフォアの全合成について研究しており、「Synthetic study of kedarcidin chromophore」と題した博士論文を執筆した。なお、1998年より日本学術振興会の特別研究員となっていた。2002年3月、東北大学の大学院における博士課程を修了した。それに伴い、博士（理学）の学位を取得した。

### 研究者として
大学院修了後はアメリカ合衆国に渡り、2002年5月よりスローンケタリング記念がんセンターにて博士研究員を務めた。2004年4月、北海道大学に転じ、大学院の理学研究科にて助手に就任した。理学研究科においては、主として化学専攻の講義を担当した。その後、北海道大学の大学院に研究院・学院制が導入されることになった。2006年には理学研究科も、研究組織である理学研究院と教育組織である理学院とに分割・再編された。それに伴い、理学研究院に所属することになった。また、学校教育法の改正に伴い、2007年4月に助手から助教となった。2017年5月、静岡県立大学に転じ、薬学部の准教授に就任した。薬学部においては主として薬学科の講義を担当し、菅敏幸らとともに医薬品製造化学分野を受け持った。なお、静岡県立大学の大学院の一部には研究院・学府制が導入されており、研究組織である薬学研究院において准教授を兼務した。大学院においては教育組織である薬食生命科学総合学府の薬科学専攻の講義を担当し、医薬品製造化学教室を受け持った。

## 研究
専門は化学であり、特に有機合成化学や天然物化学といった分野の研究に従事した。具体的には、複雑な構造を持つ生物活性天然物の全合成について研究した。また、新しい合成反応の開発にも取り組んだ。
異なる4つの置換基を有する不斉炭素が近接した天然物について、これらの「全合成は、標準的な合成方法論が欠如しているため大きく立ち後れている」との問題意識を持っていた。そのため、環上四級不斉炭素を効率よく構築する手法の研究に取り組んだ。これらの「四級不斉炭素の立体選択的構築法の開発と天然物全合成への展開」が評価され、2014年に日本化学会北海道支部奨励賞を受賞した。また、「α-シアノカルバニオンの付加反応を基軸とする四級不斉炭素構築法の開発と天然物合成」により、2012年に有機合成化学協会田辺三菱製薬研究企画賞を受賞した。
学術団体としては、日本化学会、日本薬学会、有機合成化学協会、などに所属している。

## 略歴
- 1974年 - 誕生[1]。
- 1996年 - 東北大学理学部卒業[2]。
- 1998年 - 日本学術振興会特別研究員。
- 2002年 - 東北大学大学院理学研究科博士課程修了[2]。
- 2002年 - スローンケタリング記念がんセンター博士研究員[6]。
- 2004年 - 北海道大学大学院理学研究科助手[6]。
- 2006年 - 北海道大学大学院理学研究院助手[7]。
- 2007年 - 北海道大学大学院理学研究院助教[6]。
- 2017年 - 静岡県立大学薬学部准教授[6]。
- 2017年 - 静岡県立大学大学院薬学研究院准教授。

## 賞歴
- 2012年 - 有機合成化学協会田辺三菱製薬研究企画賞[13][14]。
- 2014年 - 日本化学会北海道支部奨励賞[13]。

## 著作

### 分担執筆
- 北泰行監修『天然物全合成の最新動向』シーエムシー出版、2009年。ISBN 9784781301648
- 有機合成化学協会編『天然物合成で活躍した反応』化学同人、2011年。ISBN 9784759814798

## 関連人物
- 稲井誠
- 菅敏幸